# Elachistites
Elachistites is een geslacht van vlinders van de familie grasmineermotten (Elachistidae).

## Soorten
- E. inelusus Kozlov, 1987
- E. sukatshevae Kozlov, 1987